# کریستل جاستن
کریستل جاستن (به انگلیسی: Christel Justen) (زادهٔ ۱۰ اکتبر ۱۹۵۷) شناگر اهل آلمان است.